# Jánošík (film, 1935)

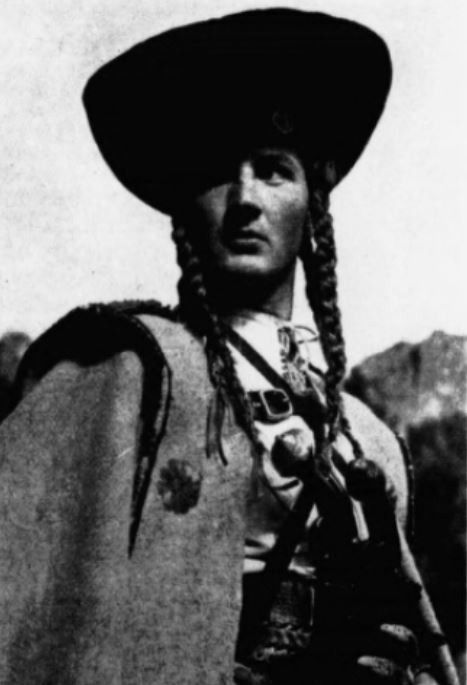
Paľo Bielik jako Jánošík

Jánošík je československý romantický film o legendárním hrdinovi slovenského lidu natočený podle stejnojmenné divadelní hry Jiřího Mahena režisérem Martinem Fričem v roce 1935.

## Tvůrci
- Námět: Jiří Mahen – divadelní hra Jánošík
- Režie: Martin Frič
- Scénář: Martin Frič, Karel Hašler, Karel Plicka
- Dialogy: Štefan Letz, Ivan Július Kovačevič
- Hudba: Miloš Smatek
- Kamera: Ferdinand Pečenka
- Výprava: Štěpán Kopecký
- Choreografie: Joe Jenčík
- Vedoucí produkce: Karel Hašler
- Odborný poradce: Karel Plicka, Josef Cincík
- Výroba: Lloyd
- Ateliéry: Barrandov
- Exteriéry: okolí Těrchové, Levoči, Mikuláše, Vrátné doliny a Rozsutce (Slovensko)
- Další údaje: černobílý, 76 min., Romantický film

## Citáty
| „               | Řekli jsme si - pánům brát a chudým dávat. | “ |
| — Juraj Jánošík |                                            |   |

| „               | Když jste si mě upekli, tak si mě i snězte. | “ |
| — Juraj Jánošík |                                             |   |

## Obsazení
| Paľo Bielik            | Jánošík                                          |
| Zlata Hajdúková        | Anka                                             |
| Andrej Bagar           | Šándor Révay, gróf                               |
| Theodor Pištěk         | Andrei Mariáši, gróf Markušovský                 |
| Janko Borodáč          | soudce                                           |
| Elena Hálková          | Zuzka                                            |
| Vladimír Majer         | důstojník-velitel pandurů                        |
| Alois Peterka          | gróf Béla Révay                                  |
| Marie Skálová-Lamošová | grófka Révay                                     |
| Filip Dávidík          | Janíčko, mladý zbojník z družiny Juraje Jánošíka |
| Martin Hollý           | zbojník z družiny Juraje Jánošíka                |
| Frank Rose             | zbojník z družiny Juraje Jánošíka                |
| Mirko Eliáš            | zbojník z družiny Juraje Jánošíka                |
| Ladislav H. Struna     | zbojník z družiny Juraje Jánošíka                |
| Jan Sviták             | zbojník z družiny Juraje Jánošíka                |
| Jan W. Speerger        | zbojník z družiny Juraje Jánošíka                |
| Jindřich Plachta       | zbojník z družiny Juraje Jánošíka                |
| Rudo Uhlár             | zbojník z družiny Juraje Jánošíka                |
| Martin Valenta         | zbojník z družiny Juraje Jánošíka                |
| Otto Zahrádka          | zbojník z družiny Juraje Jánošíka                |
| Jaroslav Marvan        | pandur                                           |
| F. X. Mlejnek          | pandur                                           |
| Roza Schlesingerová    | hostinská, baba-zrádkyně                         |
| Marie Strejciusová     | cikánka                                          |
| Ingriš-babies          | zpěv                                             |

## Děj
Děj filmu začíná v roce 1711 a odehrává se v chudém hornatém uherském kraji na Slovensku. Rolníci musí pracovat na panském pro zemany, kterým patří půda. Drábové je při práci hlídají a popohánějí. Nejhůře je v Liptovské župě.
Anka je u matky Jánošíka, která umírá. Otec již připravuje kříž, takže také nepracuje na panském. Drábové jej odvedou a zavřou na zámku do vězení.
Juraj Jánošík se vrátil domů, ale matku již živou nezastihl. Vydal se na zámek do vězení za otcem, ale toho již Šándorovi lidé umučili. Jánošík řekne Šándorovi, ať odejde z kraje, nebo mu do roku zapálí zámek.
Vzal Šándorovi koně a vrátil se domů. Ance řekl, aby pochovala jeho otce a matku. Sám se vydal do hor, aby se stal zbojníkem. Připojilo se k němu ještě dalších jedenáct chlapců.
Na hlavu Jánošíka je vypsána odměna 50 dukátů za to, že ohrožuje ťarchovského zemana Bélu Révayie a v župě liptovské způsobil mnoho škod. Zbojníci rozhánějí pánům stáda, zabíjejí ovce, nakonec podpálí i Šándorův statek.
Anka má o Juru strach. Ten však říká, že dokud má ji, tak se nikoho nebojí. Jánošík se svými zbojníky se rozhodli „ Pánům brát a chudým dávat“.
Zbojníci vezmou Révayiovi truhlu s penězi a rozhodnou se peníze rozdělit po vesnicích. Révay na ně vyšle četu pandurů, ale zbojníci pandury pochytají, svážou a pošlou zpět Šándorovi.
Panduři chytili mladého zbojníka Janíčka, mučí jej, aby prozradil, kde je Jánošík. Jánošík přijde do vězení a polomrtvého Janíčka osvobodí. Místo něj nechá bičovat Šándora.
Gróf Markušovský pořádá zámeckou slavnost a vyzve poddané, aby donesli desátek pro panskou kuchyni. Slavnosti se účastní 63 urozených hostů, hudba přijede až z Budína. Zbojníci slavnost přepadnou a na hostinu pozvou rolníky. Rozdají jim také peníze, které dříve panstvu vzali.
Jedním z bodů slavnosti mělo být „zbojnické“ vystoupení - tanec v provedení synů urozených hostů. Jánošík je však pochytal a za ně vystoupili jeho chlapci, skuteční zbojníci. Panstvu se to náramně líbilo. Po vystoupení zbojníci vzali panstvu všechny šperky a zlato, panstvo si však myslelo, že to patří k představení.
Když se to panstvo dozví, že to byl Jánošík s chlapci, je již pozdě. Ten se vydal mezitím na jarmark v Levoči. Panduři jej tam poznají, ale on s chlapci, za podpory a obdivu místních prostých obyvatel, unikne opět do hor.
Zbojníci v horách vidí v údolí konvoj se dvěma vozy a 13 husary. Přepadnou je, ale z vozů vyskákají panduři s puškami a začnou zbojníky honit po skalách. Ti však uniknou a z vozů si ještě vezmou truhly s penězi.
Zvolenská župa vypíše za Jánošíkovu hlavu odměnu 300 dukátů a vrchnost župy Gemerské odměnu 400 dukátů.
Jánošík pošle prostřednictvím Janíčka své Ance šátek, který jí koupil na jarmarku v Levoči. Anka žádá Janíčka, aby vyřídil Jánošíkovi, aby za ní alespoň na chvilku přišel, že jej má moc ráda.
Zbojníci jsou zahnaní ve vysokých horách. Náhle se v jejich táboře objeví cikánka, která říká, že má vzkaz od Anky z Terchové, ta že se bojí Šándora. A že Jánošík má přijít, panduři že již odešli. Ve skutečnosti ji však vyslal Šándor, který drží Anku u sebe.
Jánošík jde do údolí, Anku doma nenajde a dozví se od nějaké ženy, že má jít do krčmy pod Strečnem.
Tam již přišli i ostatní zbojníci, ale panduři je pochytali a zavřeli do sýpky. Na Jánošíka v krčmě čekají ukrytí panduři. Hostinská mu řekne, že jeho chlapci i Anka přijdou. On si zatím nechá od Zuzky nalít vína a zahrát od cikánů. Do krčmy dorazí Anka a chce mu něco říct. Panduři ji však střelí a žádají Jánošíka, aby se vzdal. Hostinská mu nasype pod nohy hrách a panduři jej přemohou a svážou.
Soudci čtyř šlechtických stavů župy Liptovské zasedli ve dnech 16. a 17. března 1713 k soudní župní stolici. Za předsednictví župana Ladislava Okolicsányiho vynesli pak na poddaným Jurajem Jánošíkem rozsudek – za těžké zločiny paličství a zbojnictví bude pověšen za žebro na hák.
Když už stojí Juraj pod hákem, osvobodí se z okovů na nohách a zatancuje si při své oblíbené písničce.
Soudce mu ještě sdělí, že mu král a císař udělí milost, pokud postaví proti Turkům regiment takových vojáků, jako je on sám. Jánošík však odpoví: „Když jste si mě upekli, tak si mě i snězte!“ a sám naskočí na popravčí hák a zahyne.

## Zajímavosti
- V rámci udělování Ceny ministra průmyslu, obchodu a živností v roce 1936, získal Martin Frič za tento film Čestnou filmovou cenu za nejlepší režii a Ferdinand Pečenka Čestnou filmovou cenu za nejlepší fotografii.[4]
- V rámci světových oslav sto let filmu (první veřejné promítání Paříž, 1895) byla na Slovensku v roce 1996 vydaná poštovní známka věnovaná filmu Jánošík (1936) – první slovenskému filmu[5]
- Film byl uveden s úspěchem na IV. mezinárodním filmovém Biennale v Benátkách roku 1936 a následně byl prodán do 32 států.[6]
- Film byl uváděn v pohraničních oblastech ČSR také v dabované německé jazykové verzi pod názvem Liebe, Freiheit und Verrat, která byla pořízena v Berlíně firmou Lüdtke, Dr. Rohnstein & Co.[4]
- Poprava Jánošíka se natáčela na kopci Oblaz (609 m n. m.) nad obcí Terchová. Na místě natáčení dnes stojí rozhledna Terchovské srdce, která svým tvarem připomíná šibenici z filmu.